# 组氨酸甲酯
组氨酸甲酯（英語：Histidine methyl ester，缩写HME）是一种氨基酸酯，化学式为C7H11N3O2，可作为组氨酸脱羧酶的不可逆抑制剂。它和苯甲醛反应，经氰基硼氢化钠还原， 可以得到N-苄基组氨酸甲酯。

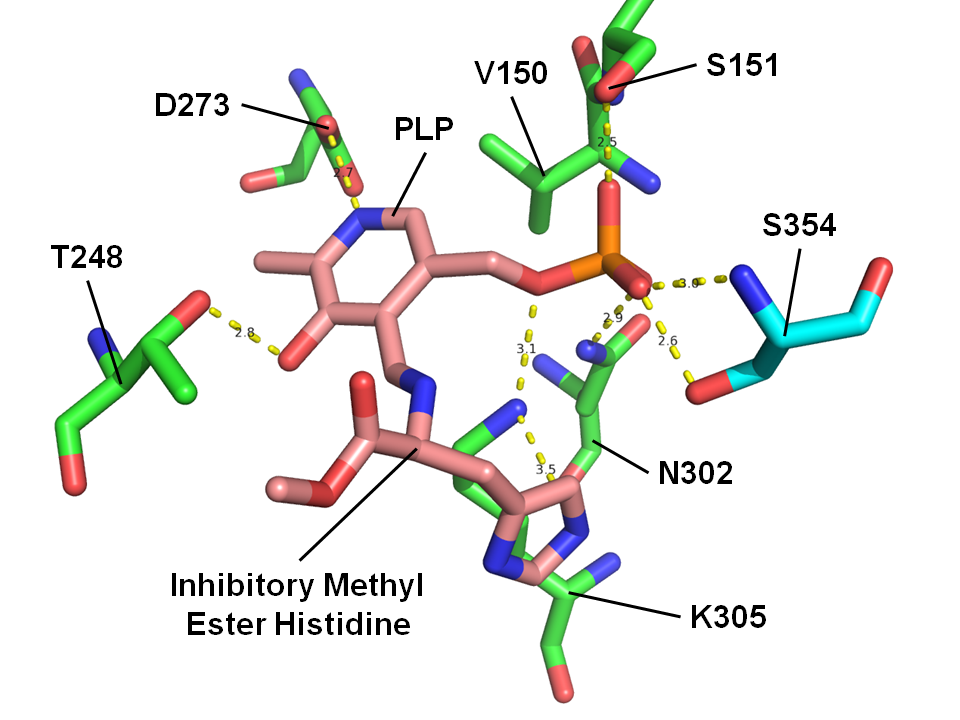
组氨酸甲酯与组氨酸脱羧酶结合